# Pinios (gmina)
Pinios (gr. Δήμος Πηνειού, Dimos Piniu) – gmina w Grecji, w administracji zdecentralizowanej Peloponez, Grecja Zachodnia i Wyspy Jońskie, w regionie Grecja Zachodnia, w jednostce regionalnej Elida. Siedzibą gminy jest Gastuni. W 2011 roku liczyła 21 034 mieszkańców. Powstała 1 stycznia 2011 roku w wyniku połączenia dotychczasowych gmin: Gastuni, Wartolomio i Tragano.